# Aderus testaceicornis
Aderus testaceicornis es una especie de coleóptero de la familia Aderidae. Fue descrita científicamente por Maurice Pic en 1908.

## Distribución geográfica
Habita en Brasil.